# Jan Josef Liefers
Jan Josef Liefers né le 8 août 1964 à Dresde, est un acteur, chanteur et musicien allemand. 

## Biographie
Jan Josef Liefers est le fils du réalisateur Karlheinz Liefers et de l'actrice Brigitte Liefers-Wähner. Après son apprentissage, il a étudié à la Hochschule für Schauspielkunst Ernst Busch à Berlin. De 1987 à 1990, il a joué au Deutsches Theater Berlin. Après cela, il s'est rendu au théâtre Thalia à Hambourg. Son premier rôle au cinéma fut Alexander von Humboldt dans le film allemand L'Ascension du Chimborazo.
Par la suite, il a joué dans quelques rôles de film mineurs, mais en 1996, il a réalisé sa percée avec le film de Helmut Dietl, Rossini. Il a reçu le Bayerischer Filmpreis pour son rôle (Bodo Kriegnitz). Ce succès lui a valu des rôles dans plusieurs films allemands. Il joue le rôle d'un médecin légiste (Karl-Friedrich Boerne) dans la célèbre série Tatort depuis 2002.
Jan Liefers est un motocycliste passionné. En 2007, il a entamé un voyage de sa vie de Quito (Équateur) à la Patagonie, en Amérique du Sud. Son voyage a pris fin prématurément lorsqu'il s'est blessé en évitant une collision avec un jeune enfant qui est sorti en courant devant sa moto. En 2008, un film du voyage intitulé "70 ° West - Entscheidung au Pérou" (Décision au Pérou) a été diffusé sur la chaîne de télévision allemande DMAX. 
Il a épousé l'actrice et chanteuse Anna Loos en 2004. Auparavant, il était marié à Alexandra Tabakova, une actrice russe.

## Filmographie
- 1989 : L'Ascension du Chimborazo (Die Besteigung des Chimborazo)
- 1991 : Der Fall Ö
- 1994 : Charlie & Louise – Das doppelte Lottchen
- 1995 : Die Partner (série TV)
- 1995 : Ich, der Boss
- 1996 : Busenfreunde
- 1997 : Rossini – oder die mörderische Frage, wer mit wem schlief
- 1997 : Die Chaos-Queen
- 1997 : Kidnapping Mom and Dad
- 1997 : Paradis express (Knockin’ on Heaven’s Door)
- 1997 : Vergewaltigt – Das Geheimnis einer Nacht
- 1998 : Kai Rabe gegen die Vatikankiller
- 1998 : Jack's Baby
- 1998 : Sieben Monde
- 2000 : Halt mich fest
- 2001 : Todesstrafe – Ein Deutscher hinter Gittern
- 2002 : 666 – Traue keinem, mit dem du schläfst!
- 2002 : Die Frauenversteher – Männer unter sich
- 2003 : Ich liebe das Leben
- 2003 : Das Wunder von Lengede
- 2005 : Die Nachrichten
- 2005 : Un koala, mon papa et moi (Ein Koala-Bär allein zu Haus) (TV)
- 2006 : Au cœur de la tempête (Die Sturmflut) (TV)
- 2006 : Le Naufrage du Pamir (Der Untergang der Pamir) (TV)
- 2006 : Die Entscheidung
- 2006 : Die Sturmflut
- 2006 : Nachtschicht – Der Ausbruch
- 2007 : Frühstück mit einer Unbekannten
- 2007 : Bis zum Ellenbogen
- 2007 : Lilys Geheimnis – Konrad Nees
- 2007 : Max Minsky und ich
- 2008 : La Bande à Baader (Der Baader Meinhof Komplex)
- 2009 : Es liegt mir auf der Zunge
- 2010 : Die Spätzünder
- 2010 : Steuer gegen Armut. Eine gute Idee?
- 2011 : Der Mann auf dem Baum
- 2011 : Simon (Simon och ekarna)
- 2012 : Das Kindermädchen
- 2012 : Mann tut was Mann kann
- 2012 : La Tour (Der Turm) (TV)
- 2012 : Baron Münchhausen (TV)
- 2013 : Nacht über Berlin
- 2016  : Braquage à l'allemande (Vier gegen die Bank) de Wolfgang Petersen
- 2018 : L'homme qui n'existait plus (Gefangen – Der Fall K.) de Hans Steinbichler